# Agnieszkowo (województwo mazowieckie)
Agnieszkowo – wieś w Polsce położona w województwie mazowieckim, w powiecie sierpeckim, w gminie Szczutowo. Ma status sołectwa.
| SIMC    | Nazwa                 | Rodzaj     |
| ------- | --------------------- | ---------- |
| 0578220 | Agnieszkowo-Krzyżówki | przysiółek |
| 0578236 | Nowe Agnieszkowo      | część wsi  |

W latach 1975–1998 miejscowość administracyjnie należała do województwa płockiego.